# Juniperus cedrus
Espèce
Synonymes
- Juniperus cedrus f. fastigiata R.M.S.Vieira[1]
- Juniperus grandifolius Link[1]
- Juniperus maderensis (Menezes) R.P.Adams[1]
- Juniperus oxycedrus subsp. maderensis Menezes[1]
- Juniperus webbii Carrière[1]

Statut de conservation UICN

 EN B2ab(ii,iii,v); C2a(i) : En danger
Juniperus cedrus est une espèce de conifères de la famille des Cupressacées. Elle est présente dans les Îles Canaries en Espagne et à Madère au Portugal.

## Protection
Cette espèce est présente dans 3 parcs nationaux aux Îles Canaries : le Parc national du Teide (Tenerife), le Parc national de Garajonay (La Gomera) et le Parc national de la Caldeira de Taburiente (La Palma). Elle est également présente dans le Parc naturel de Madère au Portugal.